# 蒙特蘇馬 (亞利桑那州)
蒙特蘇馬（英語：Montezuma）是位於美國亞利桑那州馬里科帕縣的一個非建制地區。該地的面積和人口皆未知。

## 地理
蒙特蘇馬的座標為33°04′33″N 113°13′23″W / 33.07583°N 113.22306°W，而該地的平均海拔高度為184米（即604英尺）。